# 15e étape du Tour de France 2009
La 15e étape du Tour de France 2009 s'est déroulée le 19 juillet. Le parcours de 207,5 kilomètres reliait Pontarlier (France) à Verbier (Suisse). La victoire est revenue à l'Espagnol Alberto Contador, qui s'est également emparé du maillot jaune.

## Parcours
Il s'agit de la première étape du Tour dans les Alpes, le départ est donné de Pontarlier, dans le massif du Jura. Peu après le départ les coureurs se lancent dans l'ascension de la côte du Rafour, qui rejoint le village des Fourgs juste avant la frontière entre la France et la Suisse. Ensuite les coureurs descendent sur le Plateau suisse et passent par Yverdon au bord du lac de Neuchâtel. Après les côtes Carrières et de Prévonloup, la course s'engage dans la vallée de la Sarine en direction de Château-d'Œx.
Les coureurs empruntent ensuite le col des Mosses, col situé à 1 445 mètres d'altitude. Dans ce sens, cette ascension représente environ 14 kilomètres et 4 % de dénivelé, il avait déjà été escaladé lors de la 5e étape du Tour de Romandie 2008, Alexandre Moos y était passé en tête. Le col des Mosses a aussi été escaladé par son autre versant lors de la 17e étape du Tour de France 2000. Après le passage du col, la descente amène à Aigle — siège de l'UCI — où les coureurs poursuivent leur route dans la vallée du Rhône, jusqu'à Martigny qui est ville-départ de la 16e étape, deux jours plus tard.
Après cette ville, la montée finale vers Verbier clôture cette étape, avec une ascension de neuf kilomètres pour une déclivité moyenne de 7,1 %. La station de ski fut l'arrivée de la 6e étape du Tour de Suisse 2008, le Luxembourgeois Kim Kirchen s'y était imposé.

## Récit

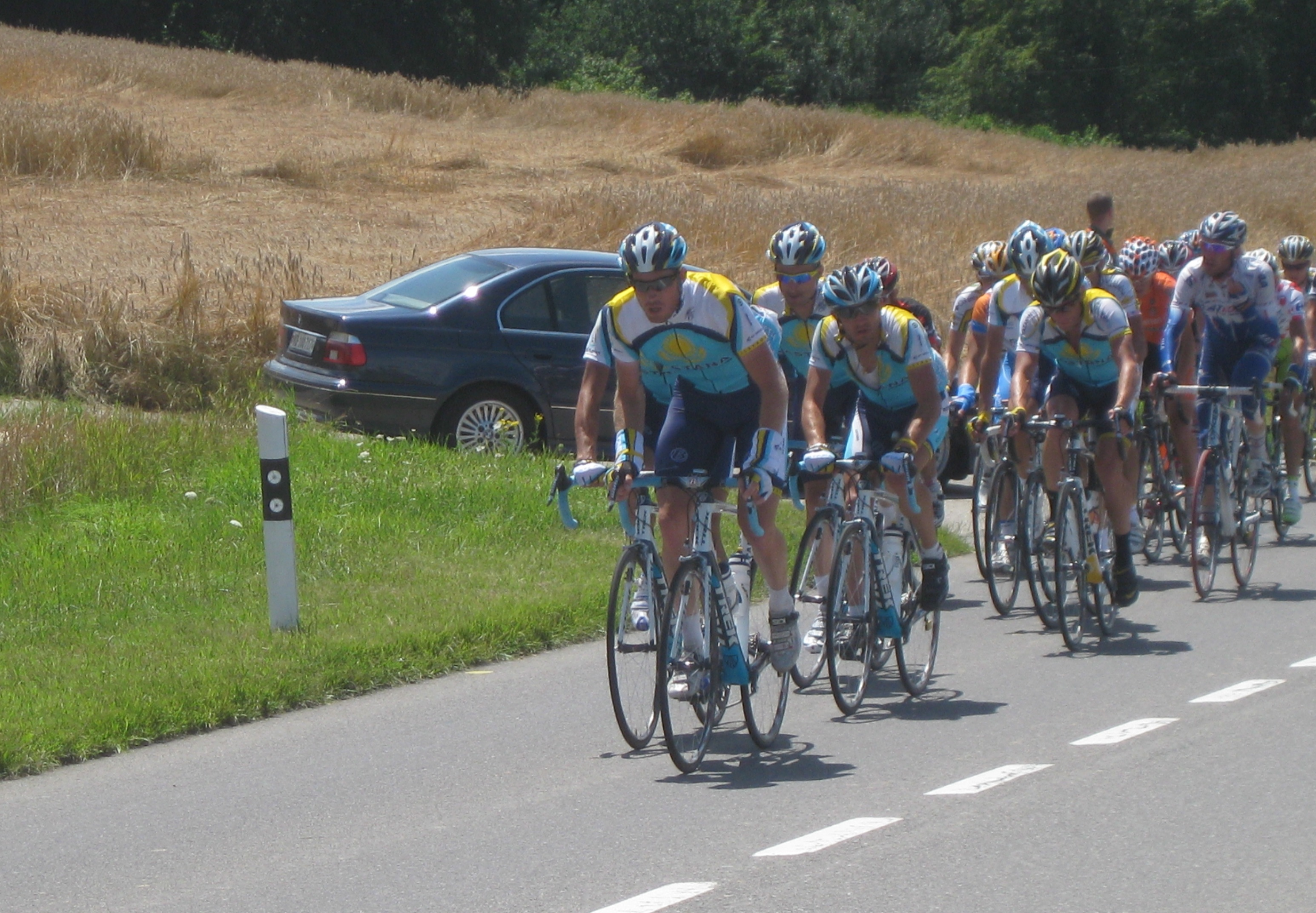
Les coureurs du peloton à Curtilles, dans la montée vers Prévonloup.

Après le respect d'une minute de silence en mémoire de la spectatrice décédée lors de la 14e étape, les coureurs entament leur première étape alpestre depuis Pontarlier.
Huit coureurs parviennent à s'extirper du peloton au kilomètre 42 : David Arroyo, Jurgen Van den Broeck, Fabian Cancellara, Pierrick Fédrigo, José Iván Gutiérrez, Egoi Martínez, David Moncoutié et Franco Pellizotti. Ils seront rejoints par Ryder Hesjedal, Christophe Kern, Amaël Moinard et Simon Špilak au kilomètre 50, puis, 3 kilomètres plus loin, par Mikel Astarloza, Tony Martin et David Millar. Les quinze échappés comptent 40 secondes d'avance sur le peloton.
Au sommet de la côte de Prévonloup, un groupe de 9 coureurs composé de Mikel Astarloza, Jurgen Van den Broeck, Fabian Cancellara Pierrick Fédrigo, Aitor Hernández Gutiérrez, Ryder Hesjedal, Amaël Moinard, David Moncoutié et Simon Špilak est parvenu à rester en tête. Juan Antonio Flecha parti en contre arrive à rejoindre le groupe de tête cinq kilomètres plus tard. Les échappés parviennent à basculer en tête lors de la descente du col des Mosses en préservant plus de 3 minutes d'avance sur le peloton, mais l'écart se réduit peu à peu en plaine.
Špilak s'échappe et entame l'ascension vers Verbier avec 44 secondes d'avance sur Astarloza, 55 sur le reste du groupe de tête et plus d'une minute sur le peloton. Tous les échappés sont repris dans les premiers kilomètres de montée par un groupe composé des favoris au classement général : Alberto Contador, Lance Armstrong et Andreas Klöden (Astana), les frères Andy et Fränk Schleck (Team Saxo Bank), Bradley Wiggins et Christian Vande Velde (Garmin-Slipstream), Cadel Evans (Silence-Lotto), Vincenzo Nibali (Liquigas), Carlos Sastre (Cervélo TestTeam); le reste du peloton étant distance par l'effort des favoris.
Fränk Schleck attaque le premier, à 6 km de l'arrivée, et ne parvient pas à lâcher les autres membres du groupe de tête. Alberto Contador part à son tour; 300 m plus loin. Andy Schleck tente de le suivre mais ne parvient pas à le rejoindre. Contador parcours le reste de l'ascension seul en tête et remporte l'étape en mimant un coup de feu en passant la ligne d'arrivée. Andy Schleck est deuxième à 43 secondes, suivi de Nibali et du trio formé par Fränk Schleck, Wiggins et Sastre, à plus d'une minute. Armstrong, aidé par Klöden, arrive en neuvième place, à 1 minute et 36 secondes.
Le porteur du maillot jaune Rinaldo Nocentini est 19e, à 2 min 36 s. Contador prend par conséquent la tête du classement général, devant Armstrong et Wiggins.
Ce dernier est considéré comme la surprise de l'étape. Déjà bien placé à Arcalis, il parvient une nouvelle fois à suivre les meilleurs en montagne.

## Performances de Contador dans la montée de Verbier
Les sources ne s'accordent pas sur la longueur, l'altitude et la pente exacte de l'ascension vers Verbier. Il n'est par conséquent pas possible de calculer avec précision la vitesse d'ascension de Contador. Selon les valeurs retenues, la vitesse ascensionnelle obtenue varie entre 1 852 m/h et 1 900 m/h. Cette fourchette est supérieure à la vitesse d'ascension atteinte par Bjarne Riis en 1996 et constitue ainsi un record dans l'histoire du Tour de France.
En considérant que l'ascension est longue de 8,5 km, pour une pente moyenne de 7,6 %, parcourue en 20 min 55 (soit 24,38 km/h), Antoine Vayer, ancien entraîneur de l'équipe Festina et spécialiste de la performance, évalue la VO2 max (consommation maximale d'oxygène) de Contador à 99,5 ml/min/kg. Dans une tribune publiée dans le quotidien Le Monde, l'ancien vainqueur du Tour Greg LeMond s'appuie sur ces données pour exprimer ses doutes sur le fait qu'une telle performance puisse être obtenue sans dopage.
Ces chiffres sont cependant calculés, et non mesurés. Plusieurs éléments influençant les résultats, tel que le vent favorable, ne sont pas pris en compte, de sorte que l'évaluation de la VO2max peut être surestimée.

## Sprints intermédiaires
| Premier   | Egoi Martínez   | 6 pts |
| Deuxième  | Ryder Hesjedal  | 4 pts |
| Troisième | Christophe Kern | 2 pts |

| Premier   | Amaël Moinard         | 6 pts |
| Deuxième  | Jurgen Van den Broeck | 4 pts |
| Troisième | David Moncoutié       | 2 pts |

## Cols et côtes
| Premier   | Franco Pellizotti     | 4 pts |
| Deuxième  | Pierrick Fédrigo      | 3 pts |
| Troisième | Egoi Martínez         | 2 pts |
| Quatrième | Jurgen Van den Broeck | 1 pts |

| Premier   | Franco Pellizotti | 4 pts |
| Deuxième  | Sylvain Chavanel  | 3 pts |
| Troisième | Egoi Martínez     | 2 pts |
| Quatrième | David Loosli      | 1 pts |

| Premier   | Christophe Kern     | 4 pts |
| Deuxième  | Franco Pellizotti   | 3 pts |
| Troisième | Egoi Martínez       | 2 pts |
| Quatrième | José Iván Gutiérrez | 1 pts |

| Premier   | Ryder Hesjedal      | 4 pts |
| Deuxième  | Pierrick Fédrigo    | 3 pts |
| Troisième | José Iván Gutiérrez | 2 pts |
| Quatrième | Mikel Astarloza     | 1 pts |

| Premier   | Pierrick Fédrigo      | 10 pts |
| Deuxième  | Mikel Astarloza       | 9 pts  |
| Troisième | Jurgen Van den Broeck | 8 pt   |
| Quatrième | David Moncoutié       | 7 pt   |
| Cinquième | Amaël Moinard         | 6 pt   |
| Sixième   | José Iván Gutiérrez   | 5 pt   |

| Premier   | Alberto Contador | 30 pts |
| Deuxième  | Andy Schleck     | 26 pts |
| Troisième | Vincenzo Nibali  | 22 pt  |
| Quatrième | Fränk Schleck    | 18 pt  |
| Cinquième | Bradley Wiggins  | 16 pt  |
| Sixième   | Carlos Sastre    | 14 pt  |
| Septième  | Cadel Evans      | 12 pt  |
| Huitième  | Andreas Klöden   | 10 pt  |

## Classement de l'étape
| Classement de la 15e étape | Classement de la 15e étape | Classement de la 15e étape | Classement de la 15e étape | Classement de la 15e étape |
|                            | Coureur                    | Pays                       | Équipe                     | Temps                      |
| -------------------------- | -------------------------- | -------------------------- | -------------------------- | -------------------------- |
| 1er                        | Alberto Contador           | ESP                        | Astana                     | en 5 h 3 min 58 s          |
| 2e                         | Andy Schleck               | LUX                        | Team Saxo Bank             | + 43 s                     |
| 3e                         | Vincenzo Nibali            | ITA                        | Liquigas                   | + 1 min 3 s                |
| 4e                         | Fränk Schleck              | LUX                        | Team Saxo Bank             | + 1 min 6 s                |
| 5e                         | Bradley Wiggins            | GBR                        | Garmin-Slipstream          | + 1 min 6 s                |
| 6e                         | Carlos Sastre              | ESP                        | Cervélo TestTeam           | + 1 min 6 s                |
| 7e                         | Cadel Evans                | AUS                        | Silence-Lotto              | + 1 min 26 s               |
| 8e                         | Andreas Klöden             | GER                        | Astana                     | + 1 min 29 s               |
| 9e                         | Lance Armstrong            | USA                        | Astana                     | + 1 min 35 s               |
| 10e                        | Kim Kirchen                | LUX                        | Team Columbia-HTC          | + 1 min 55 s               |
| modifier                   |                            |                            |                            |                            |

## Classement général
| Classement général à la 15e journée | Classement général à la 15e journée | Classement général à la 15e journée | Classement général à la 15e journée | Classement général à la 15e journée |
|                                     | Coureur                             | Pays                                | Équipe                              | Temps                               |
| ----------------------------------- | ----------------------------------- | ----------------------------------- | ----------------------------------- | ----------------------------------- |
| 1er                                 | Alberto Contador                    | ESP                                 | Astana                              | en 63 h 17 min 59 s                 |
| 2e                                  | Lance Armstrong                     | USA                                 | Astana                              | + 1 min 37 s                        |
| 3e                                  | Bradley Wiggins                     | GBR                                 | Garmin-Slipstream                   | + 1 min 46 s                        |
| 4e                                  | Andreas Klöden                      | GER                                 | Astana                              | + 2 min 17 s                        |
| 5e                                  | Andy Schleck                        | LUX                                 | Team Saxo Bank                      | + 2 min 26 s                        |
| 6e                                  | Rinaldo Nocentini                   | ITA                                 | AG2R La Mondiale                    | + 2 min 30 s                        |
| 7e                                  | Vincenzo Nibali                     | ITA                                 | Liquigas                            | + 2 min 51 s                        |
| 8e                                  | Tony Martin                         | GER                                 | Team Columbia-HTC                   | + 3 min 7 s                         |
| 9e                                  | Christophe Le Mével                 | FRA                                 | La Française des jeux               | + 3 min 9 s                         |
| 10e                                 | Fränk Schleck                       | LUX                                 | Team Saxo Bank                      | + 3 min 25 s                        |
| modifier                            |                                     |                                     |                                     |                                     |

## Classements annexes

### Classement par points
| Classement par points | Classement par points | Classement par points | Classement par points | Classement par points |
| --------------------- | --------------------- | --------------------- | --------------------- | --------------------- |
|                       | Coureur               | Pays                  | Équipe                | Point(s)              |
| 1er                   | Thor Hushovd          | NOR                   | Cervélo TestTeam      | 218 points            |
| 2e                    | Mark Cavendish        | GBR                   | Team Columbia-HTC     | 200 pts               |
| 3e                    | José Joaquín Rojas    | ESP                   | Caisse d'Épargne      | 126 pts               |
| modifier              |                       |                       |                       |                       |

### Classement de la montagne
| Classement du meilleur grimpeur | Classement du meilleur grimpeur | Classement du meilleur grimpeur | Classement du meilleur grimpeur | Classement du meilleur grimpeur |
| ------------------------------- | ------------------------------- | ------------------------------- | ------------------------------- | ------------------------------- |
|                                 | Coureur                         | Pays                            | Équipe                          | Point(s)                        |
| 1er                             | Franco Pellizotti               | ITA                             | Liquigas                        | 109 points                      |
| 2e                              | Egoi Martínez                   | ESP                             | Euskaltel-Euskadi               | 101 pts                         |
| 3e                              | Pierrick Fédrigo                | FRA                             | BBox Bouygues Telecom           | 65 pts                          |
| modifier                        |                                 |                                 |                                 |                                 |

### Classement du meilleur jeune
| Classement général du meilleur jeune | Classement général du meilleur jeune | Classement général du meilleur jeune | Classement général du meilleur jeune | Classement général du meilleur jeune |
|                                      | Coureur                              | Pays                                 | Équipe                               | Temps                                |
| ------------------------------------ | ------------------------------------ | ------------------------------------ | ------------------------------------ | ------------------------------------ |
| 1er                                  | Andy Schleck                         | LUX                                  | Team Saxo Bank                       | en 63 h 20 min 25 s                  |
| 2e                                   | Vincenzo Nibali                      | ITA                                  | Liquigas                             | + 25 s                               |
| 3e                                   | Tony Martin                          | GER                                  | Team Columbia-HTC                    | + 41 s                               |
| modifier                             |                                      |                                      |                                      |                                      |

### Classement par équipes
| Classement par équipes | Classement par équipes | Classement par équipes | Classement par équipes |
|                        | Équipe                 | Pays                   | Temps                  |
| ---------------------- | ---------------------- | ---------------------- | ---------------------- |
| 1re                    | Astana                 | Kazakhstan             | en 188 h 22 min 49 s   |
| 2e                     | AG2R La Mondiale       | France                 | + 1 min 17 s           |
| 3e                     | Team Saxo Bank         | Danemark               | + 2 min 14 s           |
| modifier               |                        |                        |                        |

### Combativité
Simon Špilak

## Abandons
Tom Boonen est non partant. Vladimir Efimkin, qui souffre du visage, d'une épaule et du thorax depuis une chute, a abandonné.